# Majomparádé (televíziós sorozat, 2008)
A Majomparádé (eredeti cím: Monkey See Monkey Do) televíziós 3D-s számítógépes animációs sorozat. Magyarországon a Minimax tűzte műsorára.